# Класов
Класов (слч. Klasov) насељено је мјесто са административним статусом сеоске општине (слч. obec) у округу Њитра, у Њитранском крају, Словачка Република.

## Становништво
| Година:    | 1994. | 2004.    | 2014.   | 2024.   |
| ---------- | ----- | -------- | ------- | ------- |
| Број људи: | 1919  | 1214     | 1318    | 1428    |
| Разлика:   |       | -36,73 % | +8,56 % | +8,34 % |

| Година:    | 2023. | 2024.   |
| ---------- | ----- | ------- |
| Број људи: | 1429  | 1428    |
| Разлика:   |       | -0,06 % |

Према подацима о броју становника из 2011. године насеље је имало 1.233 становника.